# 折戸町 (名古屋市)
折戸町（おりどちょう）は、愛知県名古屋市昭和区の地名。現行行政地名は折戸町1丁目から折戸町6丁目。住居表示未実施。

## 地理
名古屋市昭和区中央北部に位置する。東は萩原町、南は安田通、北は元宮町に接する。

## 歴史

### 地名の由来
広路町の旧字に由来する。字名は、『川名地誌』によれば、神が降りる地の意であり、折の字はのちにあてられたものであるという。

### 沿革
- 1938年（昭和13年）12月1日 - 昭和区広路町の一部により、同区折戸町として成立[1]。
- 1950年（昭和25年）7月15日 - 昭和区広路町の一部を編入する[1]。

## 世帯数と人口
2019年（平成31年）1月1日現在の世帯数と人口は以下の通りである。
| 町丁   | 世帯数  | 人口    |
| ------ | ------- | ------- |
| 折戸町 | 675世帯 | 1,422人 |

### 人口の変遷
国勢調査による人口の推移
| 1950年（昭和25年） | 1,722人 | [ 9 ]  |  |
| 1955年（昭和30年） | 1,833人 | [ 9 ]  |  |
| 1960年（昭和35年） | 1,992人 | [ 10 ] |  |
| 1965年（昭和40年） | 2,221人 | [ 10 ] |  |
| 1970年（昭和45年） | 2,263人 | [ 11 ] |  |
| 1975年（昭和50年） | 1,976人 | [ 11 ] |  |
| 1980年（昭和55年） | 1,705人 | [ 12 ] |  |
| 1985年（昭和60年） | 1,564人 | [ 12 ] |  |
| 1990年（平成2年）  | 1,681人 | [ 13 ] |  |
| 1995年（平成7年）  | 1,572人 | [ 14 ] |  |
| 2000年（平成12年） | 1,530人 | [ 15 ] |  |
| 2005年（平成17年） | 1,548人 | [ 16 ] |  |
| 2010年（平成22年） | 1,504人 | [ 17 ] |  |
| 2015年（平成27年） | 1,505人 | [ 18 ] |  |

## 学区
市立小・中学校に通う場合、学校等は以下の通りとなる。また、公立高等学校に通う場合の学区は以下の通りとなる。
| 番・番地等 | 小学校               | 中学校               | 高等学校 |
| ---------- | -------------------- | -------------------- | -------- |
| 全域       | 名古屋市立川原小学校 | 名古屋市立川名中学校 | 尾張学区 |

## 施設
- 農林水産省愛知食糧事務所安田倉庫[21]

第二次世界大戦中に当時の大蔵省が非常用食糧管理のために建てたものを、農林省が引き継いだものである。
- 名古屋市児童福祉センター

## その他

### 日本郵便
- 郵便番号 : 466-0858[4]（集配局：昭和郵便局[22]）。